# Lúcia Mendonça Previato
 Lúcia Mendonça Previato (* 17. Februar 1949 in Maceió) ist eine brasilianische Biologin und Professorin für Mikrobiologie, die für ihre Arbeiten zur Chagas-Krankheit mit dem UNESCO-L’Oréal-Preis für Wissenschaftlerinnen ausgezeichnet wurde.

## Werdegang
Die im Bundesstaat Alagoas geborene Mendonça Previato zog mit ihrer Familie nach Rio de Janeiro, als sie fünf Jahre alt war. Von 1968 bis 1971 absolvierte sie ein Studium der Naturgeschichte an der privaten katholischen Universität Santa Úrsula in Rio de Janeiro. 1976 promovierte Mendonça mit dem Schwerpunkt Mikrobiologie in Naturwissenschaften an der Bundesuniversität von Rio de Janeiro (UFRJ), unter Betreuung von Luiz Rodolpho Travassos. Der Titel der Arbeit lautet „Polissacarideos envolvidos na diferenciação celular em Sporothrix schenckii“, zu Deutsch: „Polysaccharide, die an der Zelldifferenzierung von Sporothrix schenckii beteiligt sind“.
Nach der Promotion bildete sie sich von 1977 bis 1978 am National Research Council of Canada (NRC) in Kohlenhydratchemie fort, außerdem von 1978 bis 1979 in  Glykobiologie an der University of California-Berkeley in den USA, und von 1987 bis 1988 in Proteinchemie am Institut national de la santé et de la recherche médicale (INSERM) in Frankreich. Im Jahr 2011/2012 absolvierte sie ein weiteres Auslandspraktikum zur Charakterisierung von Glykophänotypen mittels Massenspektroskopie an der Universität Lille I in Frankreich.

## Wissenschaftliche Tätigkeit
Mendonça Previato ist eine Expertin in der Glykobiologie und Biochemie von Mikroorganismen, insbesondere von Trypanosomatiden, Pilzen und endophytischen stickstofffixierenden Bakterien, sowie in der Charakterisierung von Glykophänotypen durch Massenspektrometrie und Magnetresonanzspektroskopie.
Nachdem sie 1980 die Stelle einer außerordentlichen Professorin am Institut für Mikrobiologie der UFRJ angetreten hatte, begann sie im selben Jahr mit der Erforschung der Struktur und Funktion von Glykokonjugaten auf der Oberfläche von Mikroorganismen und war verantwortlich für das Labor für Chemie und Biochemie der Oberflächenstruktur von Mikroorganismen in der Abteilung für allgemeine Mikrobiologie des Instituts für Mikrobiologie der UFRJ. 
Besondere Bedeutung bekamen ihre Arbeiten zu Trypanosoma cruzi, dem Erreger der Chagas-Krankheit. Unter anderem konnte sie die Glykoproteine charakterisieren, die an der Interaktion des Parasiten mit seinen Wirten beteiligt sind, Molekülen identifizieren, die für die spezifische Diagnose der Chagas-Krankheit verwendet werden können, und neue Wege zur Bestimmung der Proteinglykosylierung in diesen Protozoen finden.
Für ihren Beitrag zur Prävention der Chagas-Krankheit wurde sie 2004 mit dem L'Óreal Unesco Award for Women in Science ausgezeichnet. 1992 wurde sie zur ordentlichen Professorin am Institut für Mikrobiologie der UFRJ ernannt.

## Mitgliedschaften und Auszeichnungen
- 1996: Mitglied der Brasilianischen Akademie der Wissenschaften[1]
- 2001: Nationaler Orden für Wissenschaftliche Verdienste (Kommandeurin)[2]
- 2004: L'Óreal Unesco Award for Women in Science
- 2007: TWAS Award in Biology von der World Academy of Sciences[5]
- 2008: Mitglied der TWAS (The World Academy of Sciences)[2]